# Axel Motzfeldt
Axel Motzfeldt, född den 28 januari 1845, död den 17 juni 1914, var en norsk militär, son till Ulrik Anton Motzfeldt, bror till Ernst Motzfeldt.
Motzfeldt, som var överstelöjtnant vid fästningsartilleriet 1897-1910, utgav bland annat Marskalk Bazaines proces (1885) och Norge og Sverige i 1809 og 1814 (1894).
Han blev utnämnd till riddare av St. Olavs orden